# 381 v.Chr.
Het jaar 381 v.Chr. is een jaartal volgens de christelijke jaartelling.

## Gebeurtenissen

### Griekenland
- Koning Agesilaüs II van Sparta belegert de stad Olynthus in Chalcidice.

### Perzië
- De Perzische generaal Tiribazus valt Cyprus binnen. Euagoras I snijdt de bevoorrading af, waarop het Perzische leger aan het muiten slaat.
- De Cypriotische vloot wordt in de Slag bij Kition (Larnaca) door de Perzen vernietigd. Euagoras I vlucht naar de havenstad Salamis.

### Italië
- De stad Tusculum (Latium) in de huidige regio Lazio ontvangt na onderwerping aan Rome het Romeinse burgerrecht. Het wordt de eerste autonome stad, de "municipium cum suffragio" en krijgt de rang van municipium.
- Servius Cornelius Maluginensis IV, Q. Servilius, Servius Sulpicius, L. Aemilius zijn de consulaire tribunen in Rome.

### China
- De Eerste Minister Wu Qi wordt vermoord tijdens de begrafenis van koning Diao van het koninkrijk Chu. De daders worden in opdracht van de nieuwe troonopvolger koning Su opgepakt en geëxecuteerd.

## Overleden
- Wu Qi, Chinees veldheer en Eerste Minister van het koninkrijk Chu